# Ernő Rubik

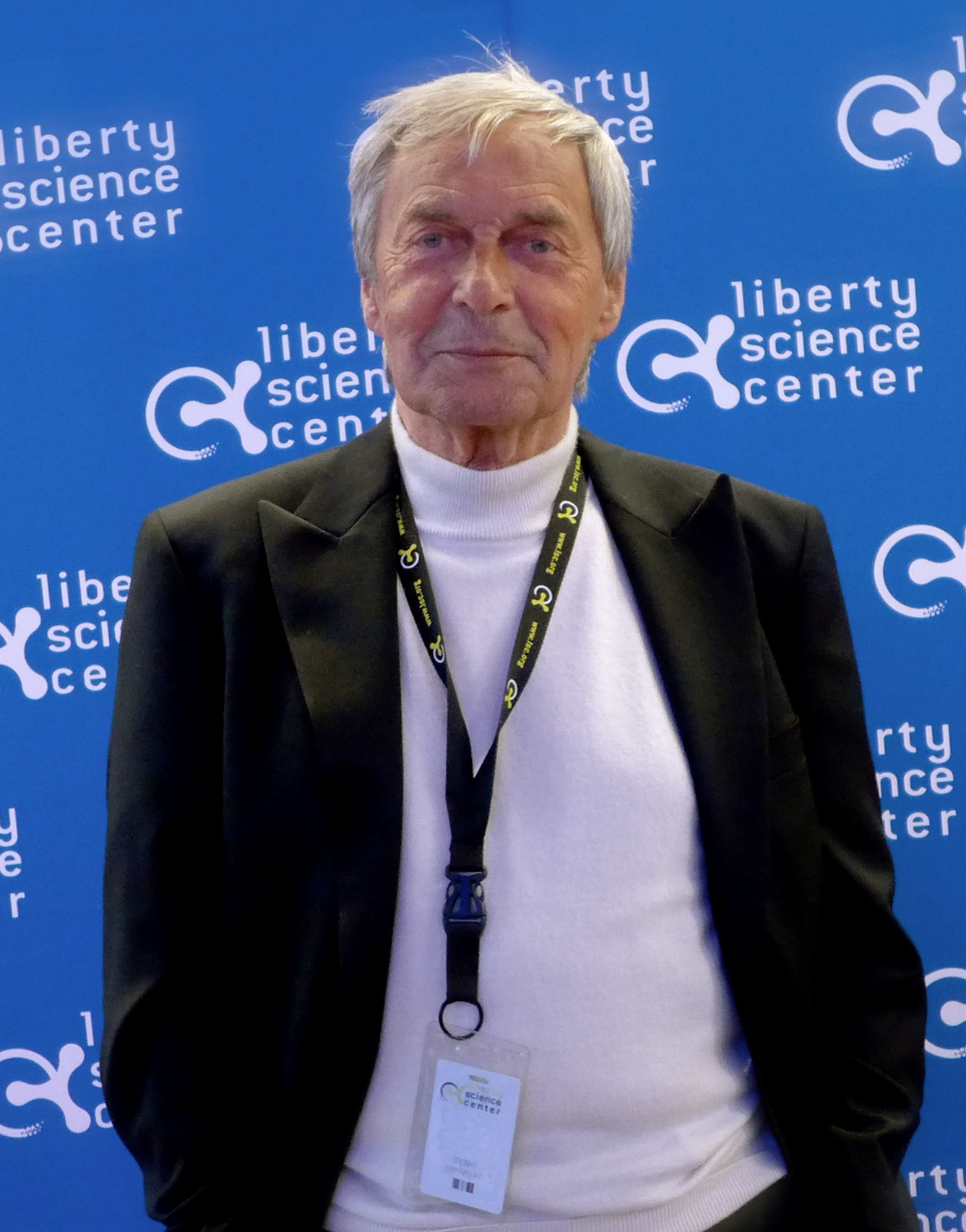
Ernő Rubik

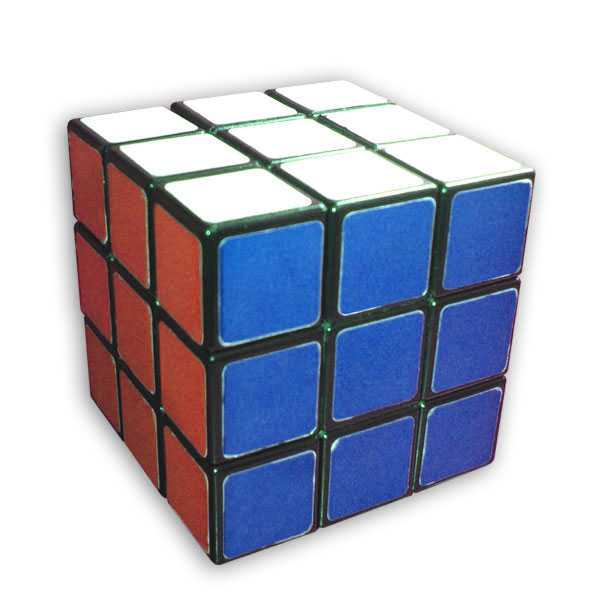
Rubiks kubus, de bekendste uitvinding van Rubik

Ernő Rubik (Boedapest, 13 juli 1944) is een Hongaars wiskundige, architect en uitvinder die vooral bekend is geworden door zijn uitvinding van driedimensionale mechanische puzzels zoals Rubiks kubus, Rubik's Magic, Rubiks Snake en Rubik's 360. Zijn puzzels worden wereldwijd verkocht.
Rubik maakte de eerste kubus in 1974 van 27 houten blokjes. Hij gaf toen les aan de Universiteit van Kunst en Design in Boedapest en wilde iets maken om zijn studenten te leren over algebraïsche groeptheorie en mogelijke bewegingen in een driedimensioneel object. Rubik wist zelf niet zeker of er een oplossing was, en het kostte hem een maand om de puzzel voor het eerst op te lossen. Wiskundigen berekenden later dat er 43.252.003.274.489.856.000 manieren zijn om de vierkantjes te ordenen, maar slechts één daarvan is de juiste combinatie.